# Lijst van beschermd erfgoed in Verviers
Onderstaande tabel geeft een overzicht van de beschermde erfgoederen in de gemeente Verviers. Het beschermd erfgoed maakt onderdeel uit van het cultureel erfgoed in België.
| Object | Bouwjaar/architect                 | Deelgemeente  | Adres                                                     | Coördinaten                   | Nummer?                | Afbeelding |
| --- | ---------------------------------- | ------------- | --------------------------------------------------------- | ----------------------------- | ---------------------- | --- |
| Onze-Lieve-Vrouwekerk uitgezonderd de toren (M)                                                                                      | 1646-1650                          | Verviers      | Place du Martyr                                           | 50° 35' 38" NB, 5° 51' 35" OL | 63079-CLT-0001-01 Info | Onze-Lieve-Vrouwekerk uitgezonderd de toren (M)                                                                                     |
| Meisjesweeshuis (M) | 18e eeuw                           | Verviers      | Rue du Collège 62-64                                      | 50° 35' 40" NB, 5° 51' 50" OL | 63079-CLT-0002-01 Info | Meisjesweeshuis (M) |
| Stadhuis van Verviers (M, PEX) | 1775-1780 Jacques-Barthélemy Renoz | Verviers      | Place du Marché 1                                         | 50° 35' 35" NB, 5° 52' 3" OL  | 63079-CLT-0003-01 Info | Stadhuis van Verviers (M, PEX) |
| Monumentale fontein van het perroen (M)                                                                                              | 1732                               | Verviers      | Place du Marché                                           | 50° 35' 35" NB, 5° 52' 2" OL  | 63079-CLT-0004-01 Info | Monumentale fontein van het perroen (M)                                                                                             |
| Huis Cornet (M) | 1757                               | Verviers      | Rue des Raines 42                                         | 50° 35' 41" NB, 5° 52' 7" OL  | 63079-CLT-0006-01 Info | Huis Cornet (M) |
| Huis Lambrette (M) | 17e eeuw                           | Verviers      | Rue des Raines 86                                         | 50° 35' 41" NB, 5° 51' 59" OL | 63079-CLT-0007-01 Info | Huis Lambrette (M) |
| Hotel Raymond de Biolley (M) |                                    | Verviers      | Place Sommeleville 28-34                                  | 50° 35' 39" NB, 5° 52' 21" OL | 63079-CLT-0008-01 Info | Hotel Raymond de Biolley (M) |
| Sint-Remacluskerk (M) | 1834-1838                          | Verviers      | Place Saint-Remacle                                       | 50° 35' 42" NB, 5° 52' 14" OL | 63079-CLT-0010-01 Info | Sint-Remacluskerk (M) |
| Huis Moulan (M) | Vóór 1650                          | Verviers      | Crapaurue no 39                                           | 50° 35' 34" NB, 5° 51' 57" OL | 63079-CLT-0011-01 Info | Huis Moulan (M) |
| Meubilair van de gesloopte Sint-Jozefskerk (M)                                                                                       |                                    | Verviers      | Place des Carmes                                          | 50° 35' 30" NB, 5° 51' 57" OL | 63079-CLT-0012-01 Info | |
| Huis Hennen (M) | 17e eeuw                           | Verviers      | Rue Bouxhate 12                                           | 50° 35' 39" NB, 5° 52' 12" OL | 63079-CLT-0013-01 Info | Huis Hennen (M) |
| Huis Polis (M) | ca. 1719                           | Verviers      | Rue Jules Cerexhe 22-24                                   | 50° 35' 38" NB, 5° 51' 2" OL  | 63079-CLT-0014-01 Info | Huis Polis (M) |
| Hôtel Dethier (M) | 1802-1803 M. Beyne                 | Verviers      | Rue de la Chapelle 24                                     | 50° 35' 44" NB, 5° 51' 4" OL  | 63079-CLT-0015-01 Info | Hôtel Dethier (M) |
| Huis Closset (M) | 18e eeuw                           | Verviers      | Place Saucy 138-140-142                                   | 50° 35' 37" NB, 5° 51' 6" OL  | 63079-CLT-0016-01 Info | Huis Closset (M) |
| Huis (M) | 17e eeuw                           | Verviers      | Place Sommeleville 6                                      | 50° 35' 38" NB, 5° 52' 16" OL | 63079-CLT-0017-01 Info | Huis (M) |
| Huis (M) |                                    | Verviers      | Rue des Raines 50-52                                      | 50° 35' 41" NB, 5° 52' 5" OL  | 63079-CLT-0018-01 Info | Huis (M) |
| Huis (M) |                                    | Verviers      | Rue des Raines 80                                         | 50° 35' 41" NB, 5° 51' 60" OL | 63079-CLT-0019-01 Info | Huis (M) |
| Huis (M) (ingestort 1985) |                                    | Verviers      | Rue Sécheval 61                                           | 50° 35' 38" NB, 5° 52' 12" OL | 63079-CLT-0020-01 Info | |
| Herenhuis Fyon (M) |                                    | Verviers      | Thier Mère-Dieu 18                                        | 50° 35' 35" NB, 5° 52' 7" OL  | 63079-CLT-0021-01 Info | Herenhuis Fyon (M) |
| Huis Vivroux (M) | 1743                               | Verviers      | Rue des Raines 17                                         | 50° 35' 40" NB, 5° 52' 8" OL  | 63079-CLT-0023-01 Info | Huis Vivroux (M) |
| Huis Bayard (M) | 18e eeuw                           | Verviers      | Chaussée de Heusy 16-18                                   | 50° 35' 27" NB, 5° 52' 0" OL  | 63079-CLT-0024-01 Info | Huis Bayard (M) |
| Orgel van de Sint-Remacluskerk (M)                                                                                                   |                                    | Verviers      | Place Saint-Remacle                                       | 50° 35' 42" NB, 5° 52' 16" OL | 63079-CLT-0026-01 Info | |
| Ensemble van het park van de Société d'Harmonie en diens gebouw (S)                                                                  |                                    | Verviers      | Rue de l'Harmonie 47-49                                   | 50° 35' 24" NB, 5° 51' 21" OL | 63079-CLT-0030-01 Info | Ensemble van het park van de Société d'Harmonie en diens gebouw (S)                                                                 |
| Gevels en daken van het gebouw van de Harmonie, balzaal, afsluithek van het park (M)                                                 |                                    | Verviers      | Rue de l'Harmonie 47-49                                   | 50° 35' 29" NB, 5° 51' 20" OL | 63079-CLT-0031-01 Info | Gevels en daken van het gebouw van de Harmonie, balzaal, afsluithek van het park (M)                                                |
| Kiosk in het park Société Royale d'Harmonie (M)                                                                                      |                                    | Verviers      | Rue de l'Harmonie 47-49                                   | 50° 35' 27" NB, 5° 51' 18" OL | 63079-CLT-0032-01 Info | Kiosk in het park Société Royale d'Harmonie (M)                                                                                     |
| Huis (M) | 17e eeuw                           | Verviers      | Place Sommeleville 4                                      | 50° 35' 38" NB, 5° 52' 16" OL | 63079-CLT-0034-01 Info | Huis (M) |
| Fabriek Bettonville (M) | 1802-1803 M. Beyne                 | Verviers      | Rue Chapelle 30                                           | 50° 35' 45" NB, 5° 51' 4" OL  | 63079-CLT-0035-01 Info | Fabriek Bettonville (M) |
| Sint-Annakapel (M) gevel van het jongensweeshuis                                                                                     | 1828 A.M. Vivroux                  | Verviers      | Rue de Limbourg 19                                        | 50° 35' 43" NB, 5° 52' 25" OL | 63079-CLT-0036-01 Info | Sint-Annakapel (M) gevel van het jongensweeshuis                                                                                    |
| Entreeportiek van Usine Bettonville (M)                                                                                              | 1803                               | Verviers      | Rue de la Chapelle 30                                     | 50° 35' 44" NB, 5° 51' 3" OL  | 63079-CLT-0038-01 Info | Entreeportiek van Usine Bettonville (M)                                                                                             |
| Huis (M) |                                    | Verviers      | Rue de la Chapelle 26                                     | 50° 35' 44" NB, 5° 51' 4" OL  | 63079-CLT-0039-01 Info | Huis (M) |
| Huis (M) |                                    | Verviers      | Rue de la Chapelle 28                                     | 50° 35' 44" NB, 5° 51' 3" OL  | 63079-CLT-0040-01 Info | Huis (M) |
| Huis (M) |                                    | Verviers      | Rue de la Chapelle 32                                     | 50° 35' 44" NB, 5° 51' 3" OL  | 63079-CLT-0041-01 Info | Huis (M) |
| Sint-Lambertuskapel (M) | 1734-1737                          | Verviers      | Rue du Collège, Rue Masson                                | 50° 35' 39" NB, 5° 51' 48" OL | 63079-CLT-0042-01 Info | Sint-Lambertuskapel (M) |
| Park (S) |                                    | Ensival       | Rue Moreau                                                | 50° 35' 8" NB, 5° 50' 31" OL  | 63079-CLT-0045-01 Info | |
| Orgel van de Sint-Jan-de-Doperkerk (M)                                                                                               |                                    | Verviers      | Rue de la Chapelle 63                                     | 50° 35' 43" NB, 5° 51' 3" OL  | 63079-CLT-0048-01 Info | |
| De zeven staties van de calvarie uit de 17e eeuw, nabij de begraafplaats van Lambermont (M)                                          |                                    | Lambermont    | Rue du Calvaire                                           | 50° 35' 27" NB, 5° 49' 25" OL | 63079-CLT-0049-01 Info | |
| Huis (M) |                                    | Lambermont    | Francomont 7                                              | 50° 35' 1" NB, 5° 50' 15" OL  | 63079-CLT-0051-01 Info | |
| Huis (M) |                                    | Lambermont    | Place M. Collo 7                                          | 50° 35' 28" NB, 5° 49' 53" OL | 63079-CLT-0052-01 Info | |
| Huis (M) |                                    | Lambermont    | Rue Francomont 4-6                                        | 50° 34' 58" NB, 5° 50' 17" OL | 63079-CLT-0053-01 Info | |
| Huis (M) |                                    | Lambermont    | Rue Saint-Bernard 12-14                                   | 50° 35' 25" NB, 5° 49' 53" OL | 63079-CLT-0055-01 Info | |
| Huis (M) |                                    | Lambermont    | Rue Saint-Bernard 63                                      | 50° 35' 29" NB, 5° 49' 56" OL | 63079-CLT-0056-01 Info | |
| Verenigingshuis Sint-Bernardus (M)                                                                                                   |                                    | Lambermont    | Rue Saint-Bernard 32                                      | 50° 35' 27" NB, 5° 49' 55" OL | 63079-CLT-0057-01 Info | |
| Hoeve (M) |                                    | Lambermont    | Rue Francomont 3                                          | 50° 35' 2" NB, 5° 50' 16" OL  | 63079-CLT-0058-01 Info | |
| Ensemble van de Rue Francomont (S)                                                                                                   |                                    | Lambermont    |                                                           | 50° 35' 8" NB, 5° 50' 11" OL  | 63079-CLT-0059-01 Info | |
| Hoeve van Belle Maison (M) |                                    | Petit-Rechain | Thier de Hodimont 41-43                                   | 50° 36' 4" NB, 5° 50' 13" OL  | 63079-CLT-0061-01 Info | |
| Huis: vakwerkgevel en zadeldak (M)                                                                                                   |                                    | Stembert      | Place du Perron no 6                                      | 50° 35' 27" NB, 5° 53' 43" OL | 63079-CLT-0062-01 Info | |
| Huis: gevels, dak en bordes (M) |                                    | Stembert      | Rue de l'Eglise 8                                         | 50° 35' 29" NB, 5° 53' 42" OL | 63079-CLT-0063-01 Info | |
| Oude delen van de hoeve de la Moinerie (M)                                                                                           |                                    | Petit-Rechain | Rue de la Moinerie 52-54                                  | 50° 36' 38" NB, 5° 49' 60" OL | 63079-CLT-0064-01 Info | |
| Hoeve Doyen: gevels en daken (M) |                                    | Heusy         | Avenue Florent Becker no 77                               | 50° 34' 57" NB, 5° 53' 13" OL | 63079-CLT-0065-01 Info | |
| Kruisbeeld naast het café de la Bourse (M)                                                                                           |                                    | Verviers      | Rue Xhavée 2                                              | 50° 35' 32" NB, 5° 51' 37" OL | 63079-CLT-0066-01 Info | Kruisbeeld naast het café de la Bourse (M)                                                                                          |
| Huis Pierre de Bonvoisin met textielateliers (M)                                                                                     |                                    | Verviers      | Rue Jules Cerexhe 86 Rue Pétaheid 15-17                   | 50° 35' 40" NB, 5° 50' 55" OL | 63079-CLT-0067-01 Info | Huis Pierre de Bonvoisin met textielateliers (M)                                                                                    |
| Maison des Amis de la Fagne (M) |                                    | Verviers      | Rue Bouxhate 3                                            | 50° 35' 39" NB, 5° 52' 9" OL  | 63079-CLT-0068-01 Info | Maison des Amis de la Fagne (M) |
| Huis (M) |                                    | Verviers      | Place du Marché 7                                         | 50° 35' 37" NB, 5° 52' 1" OL  | 63079-CLT-0069-01 Info | Huis (M) |
| Huis (M) |                                    | Verviers      | Rue Ma Campagne 297-299                                   | 50° 35' 13" NB, 5° 52' 36" OL | 63079-CLT-0070-01 Info | Huis (M) |
| Tolkantoor (M) | 1844                               | Verviers      | Rue de la Grappe 42                                       | 50° 35' 50" NB, 5° 51' 9" OL  | 63079-CLT-0071-01 Info | |
| Huis Edouard de Biolley (M) | 18e eeuw                           | Verviers      | Place Sommeleville 8                                      | 50° 35' 38" NB, 5° 52' 17" OL | 63079-CLT-0072-01 Info | Huis Edouard de Biolley (M) |
| Wegkruis (M) |                                    | Lambermont    | Rue Francomont 4                                          | 50° 34' 58" NB, 5° 50' 17" OL | 63079-CLT-0073-01 Info | |
| Kasteel Dossin (M) |                                    | Petit-Rechain | Allée du Château 21                                       | 50° 36' 57" NB, 5° 49' 60" OL | 63079-CLT-0074-01 Info | |
| Huis Soumagne (M) | 1725                               | Verviers      | Rue Jules Cerexhe 78-80                                   | 50° 35' 39" NB, 5° 50' 56" OL | 63079-CLT-0075-01 Info | Huis Soumagne (M) |
| Huizen Lorquet (M) | 1726-1728                          | Verviers      | Rue Jules Cerexhe 98-100-102                              | 50° 35' 40" NB, 5° 50' 53" OL | 63079-CLT-0076-01 Info | Huizen Lorquet (M) |
| Nis met beeld van Onze-Lieve-Vrouw met Kind (M)                                                                                      |                                    | Verviers      | Place Sommeleville                                        | 50° 35' 40" NB, 5° 52' 22" OL | 63079-CLT-0077-01 Info | |
| Huis (M) | ca. 1726                           | Verviers      | Rue Jules Cerexhe no 84                                   | 50° 35' 40" NB, 5° 50' 55" OL | 63079-CLT-0078-01 Info | Huis (M) |
| Huis Théodore Defaaz: rechtergedeelte (M)                                                                                            | 1717                               | Verviers      | Rue Jules Cerexhe 42                                      | 50° 35' 39" NB, 5° 51' 0" OL  | 63079-CLT-0079-01 Info | Huis Théodore Defaaz: rechtergedeelte (M)                                                                                           |
| Huis Godart (M) |                                    | Verviers      | Rue des Raines 72                                         | 50° 35' 40" NB, 5° 52' 2" OL  | 63079-CLT-0080-01 Info | Huis Godart (M) |
| Ensemble van huizen (M) |                                    | Ensival       | En Mi-Ville 23-31                                         | 50° 34' 54" NB, 5° 50' 27" OL | 63079-CLT-0081-01 Info | Ensemble van huizen (M) |
| Huis: deel van de oorspronkelijke gevel (M)                                                                                          |                                    | Ensival       | Rue du Canal 3                                            | 50° 34' 47" NB, 5° 50' 34" OL | 63079-CLT-0082-01 Info | |
| Huis: voorgevel en dak (M) |                                    | Ensival       | Rue des Weines no 33                                      | 50° 34' 58" NB, 5° 50' 20" OL | 63079-CLT-0083-01 Info | |
| Huis Cuper: rechterdeel (M) | 1712                               | Verviers      | Rue Jules Cerexhe 10                                      | 50° 35' 38" NB, 5° 51' 3" OL  | 63079-CLT-0084-01 Info | Huis Cuper: rechterdeel (M) |
| Huis Cuper: linkerdeel (M) | 1712                               | Verviers      | Rue Jules Cerexhe 12                                      | 50° 35' 38" NB, 5° 51' 3" OL  | 63079-CLT-0085-01 Info | Huis Cuper: linkerdeel (M) |
| Huis: hoofdgevel en dak (M) |                                    | Ensival       | Grand-Place 37                                            | 50° 34' 54" NB, 5° 50' 20" OL | 63079-CLT-0086-01 Info | |
| Huis: gevels en daken (M) |                                    | Verviers      | Rue de Hodimont 63                                        | 50° 35' 38" NB, 5° 51' 14" OL | 63079-CLT-0087-01 Info | |
| Huis: gevels en daken (M) |                                    | Verviers      | Rue de Limbourg 33                                        | 50° 35' 45" NB, 5° 52' 32" OL | 63079-CLT-0088-01 Info | Huis: gevels en daken (M) |
| Gebouw: gevels en daken, de omliggende muur en het portaal aansluitend op nr. 3 bis (M)                                              |                                    | Lambermont    | Rue Francomont 1                                          | 50° 35' 2" NB, 5° 50' 16" OL  | 63079-CLT-0090-01 Info | |
| Brug van Al Cûte (M) ensemble van de brug, het bed van de Vesdre en haar oevers, ongeveer 100 m stroomopwaarts en stroomafwaarts (S) | 1721                               | Verviers      | Rue Renier                                                | 50° 35' 45" NB, 5° 52' 2" OL  | 63079-CLT-0093-01 Info | Brug van Al Cûte (M)ensemble van de brug, het bed van de Vesdre en haar oevers, ongeveer 100 m stroomopwaarts en stroomafwaarts (S) |
| Ensemble van kruisbeeld, het hekwerk eromheen en de groep schaduwbomen (S)                                                           |                                    | Verviers      | Rue des Grandes Rames                                     | 50° 35' 46" NB, 5° 52' 15" OL | 63079-CLT-0094-01 Info | Ensemble van kruisbeeld, het hekwerk eromheen en de groep schaduwbomen (S)                                                          |
| Huis Franquinet: rechtergedeelte (M)                                                                                                 | 17e eeuw                           | Verviers      | Rue des Raines 44                                         | 50° 35' 41" NB, 5° 52' 6" OL  | 63079-CLT-0095-01 Info | Huis Franquinet: rechtergedeelte (M)                                                                                                |
| Huis Simonis, thans dekenij van Sint-Remaclus; huis der Vicarissen (M)                                                               | 1806; 1727                         | Verviers      | Rue des Raines 6 Rue des Alliés 13                        | 50° 35' 42" NB, 5° 52' 9" OL  | 63079-CLT-0097-01 Info | Huis Simonis, thans dekenij van Sint-Remaclus; huis der Vicarissen (M)                                                              |
| Gebouw (M) |                                    | Lambermont    | rue Francomont 3 bis                                      | 50° 35' 2" NB, 5° 50' 15" OL  | 63079-CLT-0099-01 Info | |
| Groot Postgebouw (M) | 1904-1909                          | Verviers      | Rue du Collège 3                                          | 50° 35' 40" NB, 5° 51' 53" OL | 63079-CLT-0100-01 Info | Groot Postgebouw (M) |
| Cour Magnée: huizen met gevels en daken en geplaveide binnenplaats (M) architecturaal ensemble                                       | 18e eeuw                           | Verviers      | Rue de la Chapelle 27-33, 47, 51-55 Rue des Messieurs 6-8 | 50° 35' 42" NB, 5° 51' 6" OL  | 63079-CLT-0104-01 Info | Cour Magnée: huizen met gevels en daken en geplaveide binnenplaats (M)architecturaal ensemble                                       |
| Stallingen Simonis (M) | 19e eeuw                           | Verviers      | Rue de l'Est 8-12                                         | 50° 35' 42" NB, 5° 52' 31" OL | 63079-CLT-0105-01 Info | Stallingen Simonis (M) |
| Park van Séroule (S) |                                    | Heusy         | Rue de Franchimont, Rue Nicolaï                           | 50° 34' 45" NB, 5° 51' 19" OL | 63079-CLT-0106-01 Info | Park van Séroule (S) |
| Park Godin (S) |                                    | Ensival       | Rue Godin                                                 | 50° 35' 1" NB, 5° 50' 25" OL  | 63079-CLT-0108-01 Info | |
| Grand-Théâtre en Grand Manège (M, PEX)                                                                                               | 1892-1897 Christian Thirion        | Verviers      | Rue du Théâtre 1; Rue du Manège 12-16                     | 50° 35' 24" NB, 5° 51' 25" OL | 63079-CLT-0111-01 Info | Grand-Théâtre en Grand Manège (M, PEX)                                                                                              |
| Toren van de Onze-Lieve-Vrouw-Tenhemelopnemingkerk (M)                                                                               | 1712-1718                          | Ensival       | En Mi-Ville                                               | 50° 34' 53" NB, 5° 50' 31" OL | 63079-CLT-0112-01 Info | Toren van de Onze-Lieve-Vrouw-Tenhemelopnemingkerk (M)                                                                              |
| Perroen (M) | 1784                               | Petit-Rechain | Place Xhovémont                                           | 50° 36' 52" NB, 5° 50' 3" OL  | 63079-CLT-0113-01 Info | Perroen (M) |
| Vallei van de Fiérain (S) |                                    | Lambermont    |                                                           | 50° 35' 20" NB, 5° 49' 25" OL | 63079-CLT-0114-01 Info | |
| School voor verpleegkunde (M) |                                    | Verviers      | Rue des Ecoles 17-19                                      | 50° 35' 25" NB, 5° 51' 54" OL | 63079-CLT-0116-01 Info | School voor verpleegkunde (M) |
| huis Maison du Prince en bijgebouw (M)                                                                                               |                                    | Verviers      | Rue de la Tuilerie 2                                      | 50° 35' 38" NB, 5° 52' 3" OL  | 63079-CLT-0118-01 Info | huis Maison du Prince en bijgebouw (M)                                                                                              |
| Huis Théodore Defaaz:middengedeelte (M)                                                                                              | 1717                               | Verviers      | Rue Jules Cerexhe 44                                      | 50° 35' 39" NB, 5° 50' 60" OL | 63079-CLT-0119-01 Info | Huis Théodore Defaaz:middengedeelte (M)                                                                                             |
| Huis Théodore Defaaz: linkergedeelte (M)                                                                                             | 1717                               | Verviers      | Rue Jules Cerexhe 46                                      | 50° 35' 39" NB, 5° 50' 60" OL | 63079-CLT-0120-01 Info | Huis Théodore Defaaz: linkergedeelte (M)                                                                                            |
| Huis Franquinet: middengedeelte (M)                                                                                                  | 17e eeuw                           | Verviers      | Rue des Raines 46                                         | 50° 35' 41" NB, 5° 52' 6" OL  | 63079-CLT-0121-01 Info | |
| Huis Franquinet: linkergedeelte (M)                                                                                                  | 17e eeuw                           | Verviers      | Rue des Raines 48                                         | 50° 35' 41" NB, 5° 52' 6" OL  | 63079-CLT-0122-01 Info | Huis Franquinet: linkergedeelte (M)                                                                                                 |